# 국회의장의 법률안 정리 사건
국회의장의 법률안 정리 사건은 게임산업 진흥에 관한 법률 제32조 제1항 제7호 위헌확인을 구하는 대한민국 헌법재판소 판례이다.

## 사실관계
청구인 게임제공업자는 게임산업진흥법 제32조 제1항에 제7호로 "누구든지 게임물의 이용을 통해 획득한 유,무형의 결과물을 환전 또는 환전알선하거나 재매입하는 행위를 업으로 하여서는 아니 된다"는 내용을 신설하는 등의 게임산업진흥법 일부게징 법률안을 의결하였다. 그런데 위 개정 법률안 부분은 그 후 "누구든지 게임물의 이용을 통하여 획득한 유,무형의 결과물을 환전 또는 환전알선하거나 재매입을 업으로 하는 행위"로 수정되어 정부로 이송됭고 공포, 시행되었다. 이에 청구인들은, 개정 내용이 국회 본회의에서 의결된 것과 다르게 공포되어 성립의 형식에 있어 헌법상 적법절차에 위배되고, 그 내용 또한, 청구인들의 일반적 행동의 자유, 신체의 자유와 법률에 의하지 아니하고 처벌받지 아니할 권리, 직업의 선택과 수행의 자유 및 재산권을 침해하여 헌법에 위반된다며, 이 사건 헌법소원심판을 청구하였다.

## 관련 조문

### 게임산업 진흥에 관한 법률
제32조 (불법게임물 등의 유통금지 등) (1) 누구든지 게임물의 유통질서를 저해하는 다음 각 호의 행위를 하여서는 아니된다.

## 결론
기각

## 이유
국회의장의 법률안 정리
국회 법제사법위원회가 법률안에 대한 체계, 자구심사를 할 수 없는 때에는 법률안을 반드시 정리할 필요가 있다. 이에 국회법 제97조는 "본회의는 의안의 의결이 있은 후 서로 저촉되는 조항, 자구, 숫자 기타의 정리를 필요로 할 때에는 이를 의장 또는 위원회에 위임할 수 있다"고 규정하여, 본회의에서 의결된 법률안 가운데 조문이나 자구, 숫자, 법률안의 체계나 형식 등의 정비가 필요한 경우 의결된 내용이나 취지를 변경하지 않는 범위 안에서 국회의장 또는 위원회에 위임하여 정리하도록 하였다.

그 내용을 변경하지 않는 범위 내에서 자구 등을 수정하여 간단히 해결할 수 있는 법률안까지 일일이 본회의에 회부하여 재의결하도록 한다면, 이는 오히려 효율적인 국회 운영을 저해하는 요인이 될 것이다. 이에 본회의의 위임 의결이 없더라도 국회의장은 본회의에서 의결된 법률안의 조문이나 자구, 숫자, 법률안의 체계나 형식 등의 정비가 필요한 경우 의결된 내용이나 취지를 변경하지 않는 범위 안에서 이를 정리할 수 있다.

## 입법절차 위배 여부
이 사건 법률조항은 국회의장이 본회의의 위임을 받지 아니하고 법률안을 정리한 경우에 해당한다. 이 사건 법률조항은 개정 전의 게임산업진흥법 제32조 제1항 중 제1호 내지 제6호의 규정 형식과 조화를 이루도록 그 체계를 정리한 것에 불과하고 본회의에서 의결된 개정 법률안의 내용에 어떠한 변경을 초래한 것이 아니다.

## 기본권 침해 주장에 대한 판단
이 사건 법률조항은 게임결과물의 환전, 환전알선, 재매입을 업으로 하는 행위를 금지하여 게임물의 사행화를 방지하고 건전한 게임문화를 조성하기 위한 것으로 입법목적이 정당하다.

## 참고 문헌
- 헌법재판소 판례 2009.6.25. 2007헌마451
- 정회철, 최근5년 중요헌법재판소 판례 200, 여산, 2013.